# 罗娜 (田径运动员)
罗娜（1993年10月8日—），黑龙江人，中国女子田径运动员，主项是链球。她曾在印尼雅加达举行的2018年亚洲运动会中以71米42的成绩获得女子链球金牌。